# Atharisme
Atharisme (Arabisch: الأثرية al-Aṯharīyah) of Aṯharī geloofsleer (Aqiedah), ook wel de traditionele, oorspronkelijke of schriftgeleerde geloofsleer genoemd, is een van de voornaamste soennitische geloofsleren.
Het atharisme is als term gebruikt in de loop van de 8e eeuw na Christus. De geloofsleer staat erom bekend om een strenge kijk te hebben op de rationele islamitische geloofsleer (ilm al kalaam) en op filosofie. Het atharisme baseert zijn leer strikt en volledig uit de Koran en hadith en neemt daar vaak de letterlijke betekenis van aan. Het woord atharisme komt van het Arabische woord athar dat traditie (hadith) betekent. Het atharisme wordt vaak als het hanbalisme gezien, omdat de meerderheid van de hanbalieten athari zijn, maar dit is een onjuiste vergelijking, want er zijn ook veel malikieten, hanafieten en sjafieten die het atharistische geloofsleer volgen.
Volgers van de athari geloofsleer volgen in de meeste gevallen de letterlijke betekenis van de Koran en soenna (hadith) en dat dit ook de enige bronnen zijn waar de geloofsleer vandaan mag komen; dus is het volgens athari's ten strengste verboden om filosofisch en rationeel denken toe te passen in de zaken van het geloofsleer. Athari's zijn tegen het figuurlijk interpreteren van de attributen van Allah en proberen deze attributen ook niet rationeel uit te leggen, maar ze vergelijken ze ook niet met de attributen van de mens. Zij geloven in de letterlijke betekenis van deze attributen zonder zich af te vragen ''Hoe?'' (i.e. ''Bi-la kayfa''), zoals imaam Malik het ook heeft overgeleverd.
Het atharisme was pas in de 8e eeuw nodig, toen er andere groeperingen (zoals de Mu'tazila) kwamen die tegen de geloofsleer van de vrome voorgangers (as-Salaf-Us-Saalih) in gingen. De atharisten in die tijd, en tevens ook in deze tijd, werden ook wel Ahl-al-Hadith (de mensen van de hadith) genoemd. Onder leiding van Ahmad ibn Hanbal (780–855) hebben ze de Mu'tazila kunnen doen verdwijnen. In de 10e eeuw na Chr. kwamen de ashariten en de maturidieten met hun interpretatie van het geloofsleer dat een tussenweg vond tussen het letterlijkheid van de atharisten en het rationalistische moetazilisme. Zij probeerde, tevergeefs, de atharisten te weerleggen door middel van het rationalistisch denken van de Mu'tazila. In deze tijd noemen de atharisten zich vaak salafisten (salafi). Het woord salafi komt van het Arabische woord salaf wat voorganger betekent. Een salafi is iemand die de vrome voorgangers (as-Salaf-Us-Saalih) probeert te volgen.
Ondanks dat het asharisme vaak wordt gezien als de traditionele geloofsleer, is het atharisme eerder ontstaan en dus ook de traditionele geloofsleer.

## Prominente geleerden
Alle metgezellen van de profeet Mohammed en de vrome voorgangers van de oemma volgden de atharistische geloofsleer. De Oemma werd verdeeld na de komst van de Mu'tazila in de 8e eeuw. Tot op de dag van vandaag zijn er nog vele atharistische geleerden. Een aantal voorbeelden van atharistische geleerden, na de metgezellen van de profeet:
- Malik ibn Anas (d. 93 AH)
- Ibn Abi Shaybah (d. 235 AH)
- Ahmad ibn Hanbal (d. 241 AH)
- Muhammad ibn Jarir al-Tabari (d. 310 AH)
- Sulaiman ibn Ahmad at-Tabarani (d. 360 AH)
- Ibn Hazm al Andalusi (d. 456 AH)
- Ahmad ibn Tajmijja (d. 728 AH)
- Ibn Qayyim al-Jawziyya (d. 751 AH)
- Mohammed ibn Abdul-Wahhab (d. 1206 AH)
- Abd Al-Rahman Al-Sa'adi (d. 1307 AH)
- Muhammad ibn Saalih al Uthaymeen (d. 1421 AH)
- Saalih ibn Fawzan al Fawzan